# Bobartia parva
Bobartia parva är en irisväxtart som beskrevs av Margaret Clark Gillett. Bobartia parva ingår i släktet Bobartia och familjen irisväxter. Inga underarter finns listade i Catalogue of Life.